# Supercoppa del Kosovo 2014
La 21ª edizione della Supercoppa del Kosovo si è svolta il 10 agosto 2014 allo stadio Shahin Haxhiislami di Kosovska Mitrovica tra il Vushtrria, vincitore della Superliga e Futbollit të Kosovës 2013-2014, e il Feronikeli, vincitore della coppa nazionale.
Il Vushtrria ha conquistato il trofeo per la prima volta nella sua storia.

## Tabellino
| Kosovska Mitrovica 10 agosto 2014                               | Vushtrria | 2 – 0 referto | Feronikeli | Stadio Riza Lushta |
| \| \| \| \| \| Osmani 18’ (rig.) Rashica 88’ \| Marcatori \| \| |           |               |            |                    |
|                                                                 |           |               |            |                    |
| Osmani 18’ (rig.) Rashica 88’                                   | Marcatori |               |            |                    |